# 서언 (축자후)
서언(徐偃, ? ~ ?)은 전한 중기의 제후이다.

## 생애
경제 중6년(기원전 144년), 아버지 서한의 뒤를 이어 축자후(祝茲侯)에 봉해졌다.
건원 6년(기원전 135년), 죄를 지어 작위가 박탈되었다.

## 출전
- 사마천, 《사기》
  - 권19 혜경간후자연표
- 반고, 《한서》
  - 권16 고혜고후문공신표

| 선대 아버지 축자강후 서한 | 전한의 축자후 기원전 144년 ~ 기원전 135년 | 후대 (봉국 폐지) |